# 행복한 주말
《행복한 주말 박해미입니다》는 박해미의 진행으로 SBS 러브FM에서 방송되었던 프로그램이다.
2011년 4월 9일 SBS라디오 봄 개편으로 신설 당시 기존에는 주말 12시 10분에서 2시까지 방송하였으나
2013년 4월 20일 SBS 러브FM 봄 개편으로 오전 10시 5분에서 낮 12시까지 방송하였다. 2013년 10월 13일 SBS 러브FM 가을개편으로 2년 만에 폐지되었다.

## 매일코너
- 무엇이든 축하드립니다
- 사연과 신청곡

## 주중코너
- 토요일: 월드뮤직,임진모의 팝의 향기속으로
- 일요일: 영화보기 좋은 날,잊을 수 없는 이노래

| SBS 러브FM                     |                          |                        |
| 이전                           | 행복한 주말 박해미입니다 | 다음                   |
| 서두원의 휴먼토크, 사람을 읽다 | 행복한 주말 박해미입니다 | SBS 정오종합뉴스       |
| 오전 9시 ~ 오전 10시           | 오전 10시 5분 ~ 낮 12시  | 낮 12시 ~ 낮 12시 10분 |
|                                |                          |                        |